# 2013 في كرواتيا
فيما يلي قوائم الأحداث التي وقعت خلال عام 2013 في كرواتيا.

## برامج ومسلسلات وأنمي
- لارا

## موسيقى

### ألبومات
من الألبومات التي صدرت هذه السنة في كرواتيا:
- 27 سبتمبر – البطلة النقية من غناء لورد.

### فبراير
- 3 فبراير – زلاتكو بابيك (مواليد 1934) لاعب كرة قدم كرواتي.

### مايو
- 2 مايو – إيفان تورينا (مواليد 1980) لاعب كرة قدم كرواتي.